# Vittel
Vittel là một xã ở tỉnh Vosges, vùng Grand Est, Pháp. Xã này có diện tích 24,13 km² dân số năm 2004 là 5783 người. Vosges trong vùng Grand Est, nổi tiếng với suối khoáng.
Vittel có cự ly khoảng 40 km về phía tây của Épinal, thuộc quận Neufchâteau.

## Biến động dân số
Người dân địa phương danh xưng tiếng Pháp là Vittellois.
| 1877                                         | 1962 | 1968 | 1975 | 1982 | 1990 | 1999 | 2006 |
| -------------------------------------------- | ---- | ---- | ---- | ---- | ---- | ---- | ---- |
| 1326                                         | 5012 | 6343 | 6791 | 6440 | 6296 | 6117 | 5892 |
| Số liệu từ năm 1962: Dân số không tính trùng |      |      |      |      |      |      |      |